# طارق النفيسي
طارق النفيسي (17 يونيو 1977) ممثل سعودي.
ولد في الخبر بالسعودية، تألق في المسرح والدراما التلفزيونية، من أبرز أعماله مسلسل (طاش ماطاش) و (مناهل المعرفة) ومسلسل (حامض حلو) و (الوقت) ومسلسل شعبان في رمضان وأصعب قرار وشباب البومب وسلفي وفلم جنة الأرض ومسلسل ظل الحلم.

## أعماله

### المسلسلات
- 2022: دحباش
- مسلسل رحى الايام 2020
- مسلسل هايبر لوب 2019
- مسلسل اختراق (مسلسل) 2019
- مسلسل شباب البومب7 2018
- مسلسل ظل الحلم 2018
- مسلسل سيلفي 3 2017
- مسلسل اصعب قرار 2017
- مسلسل شباب البومب6 2017
- مسلسل شد بلد 2016
- مسلسل سيلفي 2 (مسلسل) 2016
- مسلسل 42 يوم 2016
- مسلسل سيلفي. 2015
- مسلسل شعبان في رمضان 2009
- مسلسل طاش ماطاش 16 . 2009
- مسلسل ابو العصافير 2004
- مسلسل طاش ما طاش 12 . 2004
- مسلسل موسوعة الطفل. 2001
- مسلسل القطيعة. 1998
- مسلسل زمن المجد 1998
- مسلسل الحاسة السادسة 1997
- مسلسل حامض حلو (مسلسل) 1995

## روابط خارجية
- طارق النفيسي على موقع قاعدة بيانات الأفلام العربية